# Pycnora
Pycnora   is een geslacht van korstmossen dat behoort tot de familie Pycnoraceae. De typesoort is Pycnora xanthococca.

## Soorten
Volgens Index Fungorum telt het geslacht drie soorten (peildatum december 2021):
| Soortnaam            | Auteur(s)            | Publicatiejaar |
| -------------------- | -------------------- | -------------- |
| Pycnora praestabilis | (Nyl.) Hafellner     | 2001           |
| Pycnora sorophora    | (Vain.) Hafellner    | 2001           |
| Pycnora xanthococca  | (Sommerf.) Hafellner | 2001           |